# Список прем'єр-міністрів Іракського Курдистану
У статті подано список прем'єр-міністрів Іракського Курдистану

## Прем'єр-міністри частини Курдистану, підконтрольноїПСК
| Порядок | Портрет | Ім'я                | Початок терміну | Закінчення терміну |
| 1       |         | Фуад Масум          | 4 липня 1992    | 26 квітня 1994     |
| 2       |         | Косрат Расул Алі    | 26 квітня 1994  | 21 січня 2001      |
| 3       |         | Бархам Саліх        | 21 січня 2001   | 4 липня 2004       |
| 4       |         | Омер Фаттах Хуссейн | 4 липня 2004    | 14 червня 2005     |

## Прем'єр-міністри частини Курдистану, підконтрольноїДПК
| Порядок | Портрет | Ім'я             | Початок терміну | Закінчення терміну |
| 1       |         | Рош Шавес        | 26 вересня 1996 | 20 грудня 1999     |
| 2       |         | Нечірван Барзані | 20 грудня 1999  | 14 червня 2005     |

## Прем'єр-міністри регіонального уряду Курдистану
| Порядок | Портрет | Ім'я             | Початок терміну   | Закінчення терміну | Політична партія               |
| 1       |         | Нечірван Барзані | 1 березня 2006    | 31 серпня 2009     | Демократична партія Курдистану |
| 2       |         | Бархам Саліх     | 1 вересня 2009    | 17 січня 2012      | Патріотичний союз Курдистану   |
| 3       |         | Нечірван Барзані | від 17 січня 2012 | 2019               | Демократична партія Курдистану |